# СК Брів Коррез
Спортивний клуб Брів Коррез Лімузен (фр. Club Atletic Briva Corresa Lemosin), Брів — французький регбійний клуб, який виступає у другому дивізіоні національного чемпіонату. Створена в 1910 році команда грала в чотирьох фіналах французького чемпіонату, але жодного разу не вигравала. З іншого боку, клуб ставав переможцем і срібним призером найпрестижнішого європейського трофея — кубка Хайнекен. Колектив розташовується в місті Брив-ла-Гаярд (департамент Коррез, регіон Лімузен) і проводить домашні матчі на стадіоні Стад Амеде-Домінік вміщає 15 тисяч глядачів. Традиційні кольори Брів — чорний і білий.

## Історія
Клуб було створено 15 березня 1910 року. У міжвоєнний період команда розпочала виступи в лізі регбі, проте після Другої світової війни Брів повернувся в регбі-15. Значна частина історії клубу співвідноситься з виступами у вищій лізі чемпіонату. Незважаючи на те, що команда вважалася однією з найсильніших у Лімузене, на рахунку регбістів був всього один приз — трофей Другого дивізіону за 1957 рік. Лише в 1965 році колектив вперше зіграв у фіналі чемпіонату Франції. 23 травня на стадіоні Стад де Жерлан у Ліоні команда зустрілася з суперниками з Ажена і програла з невеликим розривом (8:15). Наступна спроба Брів виграти щит Бреннуса була у 1972 році. 21 травня, також у Ліоні гравці провели фінальний матч проти Безьє Еро. Чорно-білі знову виявилися переможеними, і на цей раз команда не заробила жодного балу (0:9). Опоненти провели ще одну фінальну зустріч у 1975 році. До того моменту регбісти Безьє Еро вже утвердилися в ранзі найсильніших гравців десятиліття: в 70-х команда здобула три титули. У підсумку клуб виграв і четвертий чемпіонат, хоча в цей раз перевага переможця була мінімальним (12:13). Гра пройшла в Парижі на стадіоні Парк де Пренс.
У середині 90-х клуб вернувся у вищий дивізіон і зіграв у фіналі 1996 року. Команда не змогла виграти і в четвертий раз — титул дістався Тулузі (13:20). На той час тільки два клуби (Дакс і АСМ Клермон Овернь) програли в багатьох фіналах, не перемогли в жодному. На втіху вболівальникам Брів виграв знаменитий французький турнір Шаленж Ів дю Мануар, здолавши у вирішальній зустрічі Сексьйон Палуаз (12:6). Через рік команда зіграла у фіналі кубка Хайнекен з англійським Лестер. Матч проходив на валлійській арені Кардіфф Армс Парк і завершився тріумфом французів (28:9). Зараз Брів є одним з двох клубів (поряд з Нортгемптон Сейнтс з Англії), який виграв кубок Хайнекен і ні разу не став чемпіоном на батьківщині.
22 лютого 1997 роки команда зустрілася з новозеландським колективом Окленд Блюз добився успіху в головному чемпіонаті Південної півкулі. Європейці виявилися не готові до натиску південьців і поступилися з рахунком (11:47). У новому сезоні кубка Хайнекен — Брів знову вийшов у фінал, однак тепер кубок перейшов Бат (6:19). Гра пройшла у Франції, на жирондінському Парк Лескюр.
Потім команда опинилася в складній фінансовій ситуації, яка призвела до рішення адміністрації про переведення клубу до другої ліги. Виступи в нижчій лізі Брів почав у 2000 році, проте після двох сезонів успішних ігор він повернувся в еліту. Команда з трудом витримувала конкуренцію провідною ліги і займала місця переважно в нижній половині турнірної таблиці. Лише у 2004 році регбісти досягли ігор плей-офф. У сезоні 2005 року французи досягли успіху в Європі, дійшовши до півфіналу Європейського кубка з регбі — другого за значимістю турніру. Там команда поступилася гравцям Сексьйон Палуаз, які вийшли у фінал. У 2009 році колектив посів шосте місце в чемпіонаті Франції і отримав право зіграти в кубку Хайнекен. Команда програла у всіх матчах і заробила всього один бал за поразку з невеликим рахунком. Суперниками Брів по групі були ірландський Ленстер та валлійський Лланеллі Скарлетс та англійський Лондон Айріш.
За підсумками сезону 2011/2012 Брів знову вибув з вищої ліги, на цей раз — за спортивним принципом.

## Фінальні матчі
| Дата           | Переможець | Фіналіст | Рахунок | Стадіон              | Вболівальники |
| 23 травня 1965 | Ажен       | Брів     | 15:8    | Стад де Жерлан, Ліон | 28 758        |
| 21 травня 1972 | Безьє Еро" | Брів     | 9:0     | Стад де Жерлан, Ліон | 31 161        |
| 18 травня 1975 | Безьє Еро" | Брів     | 13:12   | Парк де Пренс, Париж | 39 991        |
| 1 червня 1996  | Тулуза     | Брів     | 20:13   | Парк де Пренс, Париж | 48 162        |

## Сезон 2016/17 Топ 14
| \| \| 2016–17 Топ 14 таблиця \| watch · edit · discuss \| |                        |                        |          |       |         |         |            |                     |          |             |                |                 |      |
| | Клуб                   | Розіграних             | Виграних | Нічия | Програш | Бали за | Бали проти | Різниця балів Diff. | Проби за | Проби проти | Здобуті бонуси | Втрачені бонуси | Бали |
| 1 | Атлантик Стад Рошель   | 17                     | 10       | 3     | 4       | 439     | 313        | +126                | 42       | 24          | 5              | 3               | 54   |
| 2 | АСМ Клермон Овернь     | 17                     | 10       | 3     | 4       | 497     | 351        | +146                | 52       | 36          | 5              | 2               | 53   |
| 3 | Монпельє Еро           | 17                     | 10       | 0     | 7       | 434     | 378        | +56                 | 38       | 33          | 3              | 3               | 46   |
| 4 | Кастр                  | 17                     | 9        | 1     | 7       | 438     | 347        | +91                 | 42       | 27          | 3              | 2               | 43   |
| 5 | Тулон                  | 17                     | 8        | 1     | 8       | 408     | 363        | +45                 | 37       | 35          | 4              | 4               | 42   |
| 6 | Тулуза                 | 17                     | 9        | 0     | 8       | 348     | 333        | +15                 | 32       | 24          | 2              | 4               | 42   |
| 7 | Бордо-Бегль            | 17                     | 8        | 1     | 8       | 397     | 388        | +9                  | 33       | 34          | 1              | 4               | 39   |
| 8 | Сексьйон Палуаз        | 16                     | 8        | 0     | 8       | 366     | 395        | –29                 | 35       | 36          | 1              | 4               | 37   |
| 9 | Брів Коррез            | 17                     | 8        | 1     | 8       | 366     | 414        | -48                 | 24       | 37          | 0              | 2               | 36   |
| 10 | Рейсінг                | 16                     | 8        | 1     | 7       | 350     | 349        | –1                  | 34       | 30          | 2              | 0               | 36   |
| 11 | Стад Франсе            | 17                     | 7        | 1     | 9       | 397     | 431        | –34                 | 38       | 39          | 2              | 2               | 34   |
| 12 | Ліон                   | 16                     | 6        | 2     | 8       | 325     | 361        | –36                 | 24       | 26          | 2              | 3               | 33   |
| 13 | Гренобль               | 16                     | 4        | 0     | 13      | 392     | 537        | –145                | 37       | 49          | 1              | 6               | 23   |
| 14 | Авірон Байонне         | 16                     | 4        | 2     | 10      | 256     | 453        | –197                | 18       | 47          | 0              | 0               | 16   |
| Якщо команди знаходяться на одному рівні в таблиці на будь-якому етапі, будуть застосовані тайбрейкі в наступному порядку: 1. Класифікація в попередньому сезоні Топ 14 |                        |                        |          |       |         |         |            |                     |          |             |                |                 |      |
| Зелений фон (1 та 2 рядки) отримують пів-фінальні плей-офф місця і візьмуть участь у 2017-18 Європейському кубкові чемпіонів з регбі. Голубий фон (рядки від 3 до 6) здобудуть чвертьфінальні плей-офф місця і візьмуть участь у Кубку чемпіонів. Жовтий фон (7 рядок) авансують до плей-офф щоб отримати шанс позмагатись у Кубку чемпіонів. Білий фон вказує на команди, які здобули місце в Кубку Європи з регбі. Червоний фон (13 і 14 рядки) — команди будуть перенесені до Регбі Про Д2. Фінальна таблиця |                        |                        |          |       |         |         |            |                     |          |             |                |                 |      |
| | 2016–17 Топ 14 таблиця | watch · edit · discuss |          |       |         |         |            |                     |          |             |                |                 |      |

## Знамениті гравці

### Французькі гравці
| - Метью Белі - Паскаль Боматі - Себастьєн Бонетті - Террі Бурава - Жак Буссюж - П'єр Капдев'єль - Жульєн Камінаті - Філіпп Карбону - Алан Кармінаті - Себастьєн Карра - Валентан Кур - Бенджамін Дамб'єль - Амеде Доменек - Тьєррі Девержі | - Фабріс Естебанез - Жером Гіссе - Домінік Аріз - Седрік Еймонс - Жан-Люк Жуїнель - Ніколя Жанжан - Віржіль Лакомб - Жульєн Лаарраг - Крістоф Ламейзон - Олів'є Магні - Родольфо Моден - Алексі Паліссон - Вінсент Москато - Максім Петіжан | - Алан Пену - Патрік Себастьєн - Фарід Сід - Скотт Спеддінг - Лоран Травер - Людовік Вальбон - Луїк Ван Дер Лінден - Давід Вендетті - Ельві Вермулен - Себастьєн Вяр - П'єр Вільпру - Дімітрі Яжвіллі - Мішель Яжвіллі - Ів Донгі |

### Міжнародні гравці
| - Гораціо Агулла - Лісандро Арбізу - Крістіан Мартін - Пітер Фітзсімонс - Марк Джіачері - Джон Вельборн - Скотт Франклін - Філ Крістоферс - Бен Коен - Рікі Флюті - Енді Гуд - Джеймі Нун | - Шон Перрі - Стів Томпсон - Норман Лігаїрі - Давіт Гіншагішвілі - Годердзі Швелідзе - Дам'єн Браун - Крістьєн Шорт - Валеріо Бернабо - Лучано Оркера - Поутасі Луафуту - Бред Міка - Вільям Вакаседуадуа - Гжегож Кацала | - Баррі Дейвіс - Алікс Попхам - Петру Балан - Александру Манта - Сорін Сокол - Петрісор Тодераск - Антоні Клаассен - Террі Фанолуа - Майк Блер - Том Сміт - Грегор Таунсенд - Сука Хуфанга |